# Bactridium exiguum
Bactridium exiguum es una especie de coleóptero de la familia Monotomidae.

## Distribución geográfica
Habita en Guadalupe (Francia).